# Wim T. Schippers
Willem Theodoor Schippers (Groningen, 1 juli 1942) is een Nederlands programmamaker, acteur, stemacteur, schrijver, presentator en beeldend kunstenaar. Zijn beeldende kunst heeft verwantschap met Fluxus, popart en conceptuele kunst. Als theatermaker maakt hij gebruik van humor en absurditeit. Als schrijver creëert hij vaak nieuwe woorden.
Veel televisiekijkers kennen hem van de controversiële uitzendingen die hij tijdens de jaren 60 en 70 maakte, zoals Hoepla en De Fred Haché Show met de bekende personages als Fred Haché, Barend Servet en Sjef van Oekel. Voor de radio maakte hij het Radio 3-programma Ronflonflon avec Jacques Plafond. Voor de jeugd is zijn stem bekend van onder meer De Blauwe Meneer, Ernie, Graaf Tel en Kermit de Kikker in Sesamstraat.

## Jeugd en studie

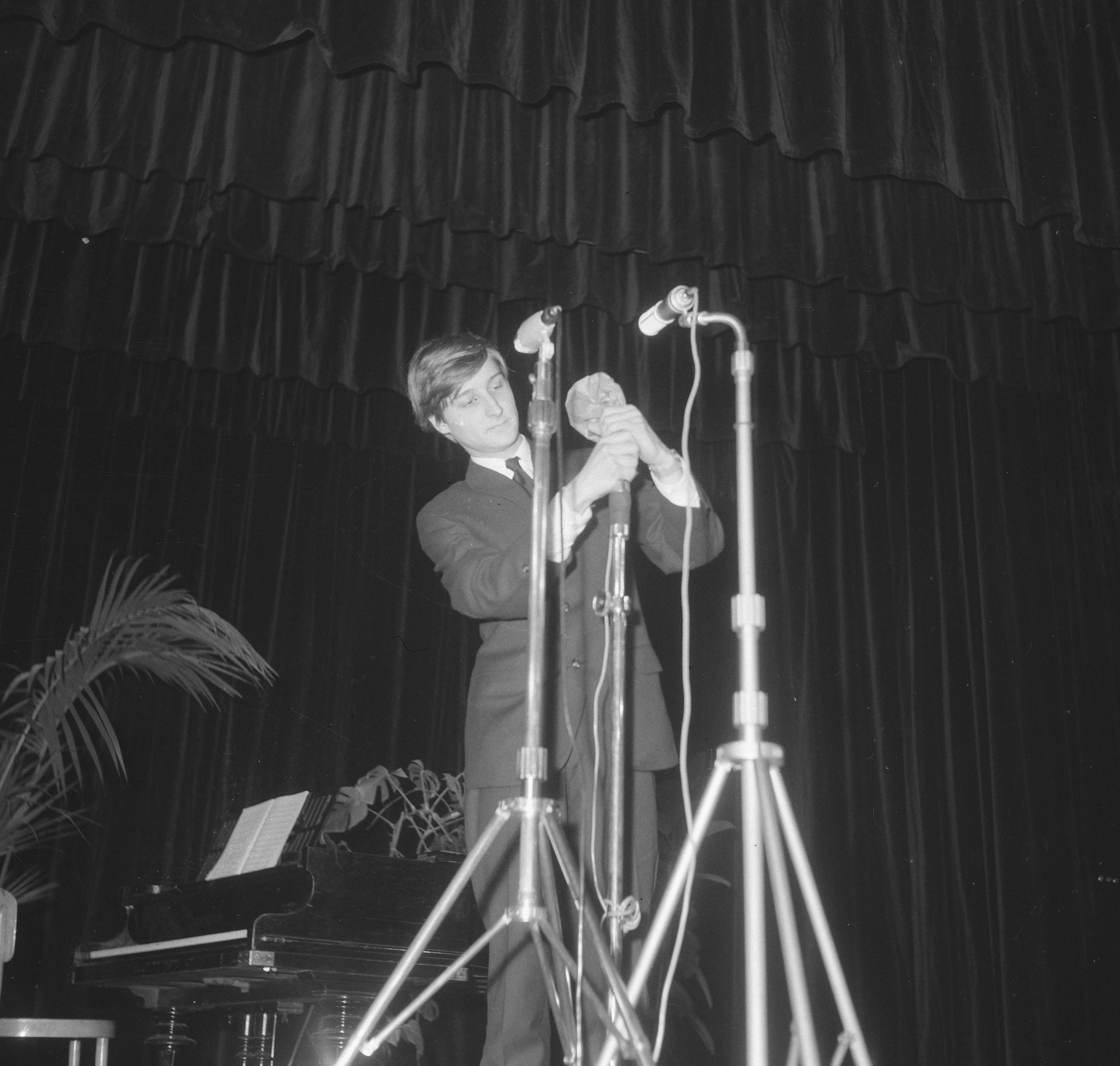
Concert voor pakpapier
Fluxus (Kurhaus, 1964)

Schippers werd in Groningen geboren en bracht zijn jeugd door in Bussum. Hij volgde een opleiding aan wat later de Rietveld Academie zou heten, maar maakte deze niet af. Centraal in zijn levensfilosofie staat dat het leven nergens op slaat. Dat komt tot uitdrukking in zijn werk, dat gekenmerkt wordt door een grote mate van absurditeit.

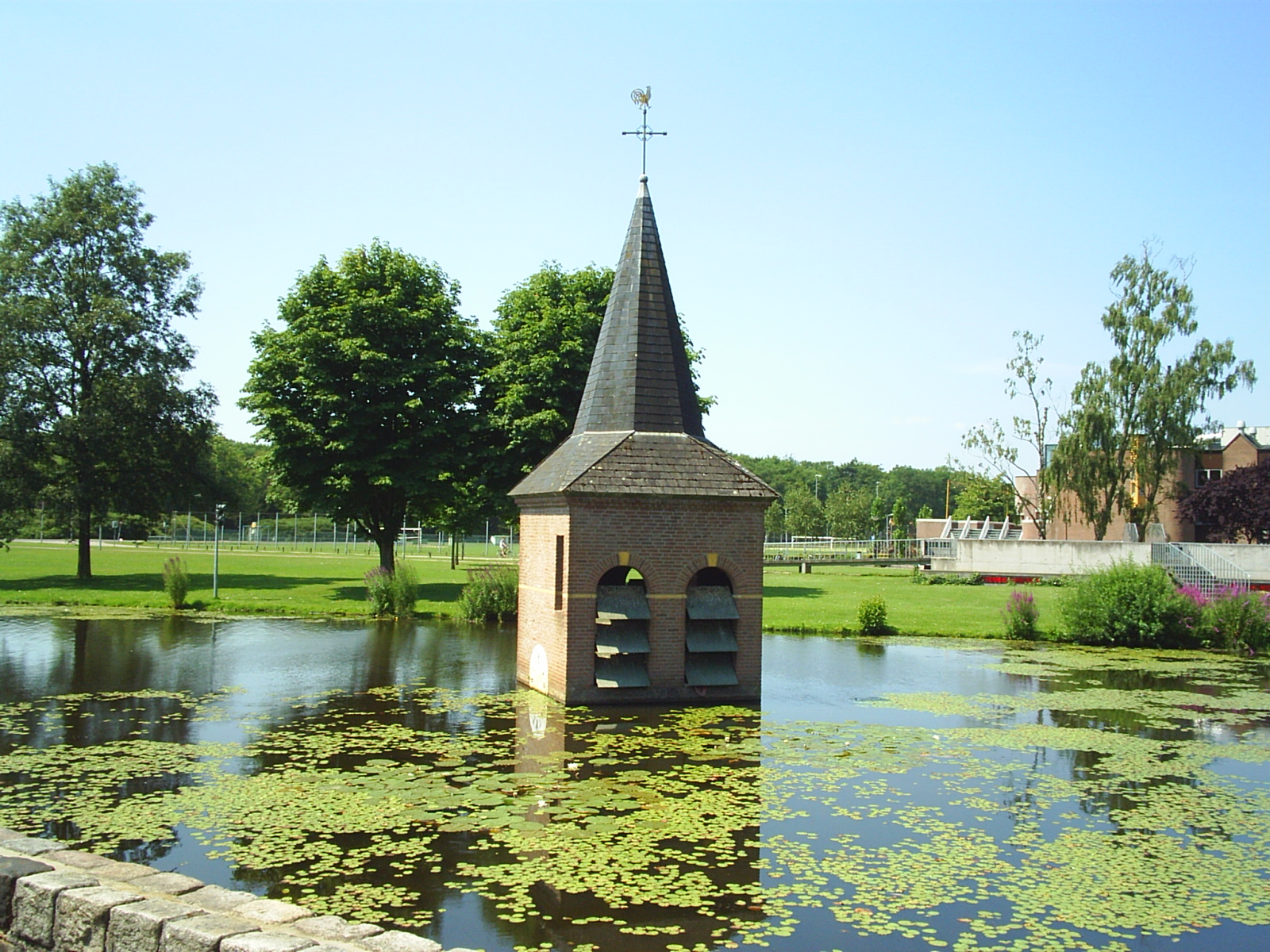
Het Torentje van Drienerlo.

Na zijn studie richtte Schippers zich op het maken van a-dynamische kunst. Hij liet zich inspireren door Marcel Duchamp, Kurt Schwitters en andere dadaïsten; het gedachtegoed viel samen met de ideeën van de Fluxusbeweging van George Maciunas. Hij organiseerde met vrienden en collega's veel tentoonstellingen en manifestaties, waarvan het A-dynamisch manifest (samen met Ger van Elk en Bob Wesdorp) en de Manifestatie Aan Het Strand Te Petten (in 1961 en nogmaals in 1963, toen onder aanwezigheid van de pers, wat werd uitgezonden in het VARA-programma Signalement op 29 december) het bekendst werd. Daarbij goot Schippers onder het toeziend oog van de pers een flesje Green Spot-limonade leeg in de zee bij Petten. Een ander bekend werk is de Pindakaasvloer, waarvan het concept werd bedacht in 1962. Deze werd voor het eerst uitgevoerd in 1969 in Galerie Mickery in Loenersloot, rond 1997 op grotere schaal in het Centraal Museum in Utrecht. In 2010 werd de Pindakaasvloer aangekocht door Museum Boijmans Van Beuningen, wat tot enige opschudding leidde. Deze vorm van conceptuele kunst noemde hij "waarachtig oninteressant", waarmee de filosofie achter zijn a-dynamische werk treffend omschreven lijkt. Het a-dynamisch gedachtegoed werd op een aantal Fluxusfestivals gedemonstreerd. Een daarvan was het stuk 1. niet roken; 2. niet eten; 3. roken; 4. eten. Vijf mannen komen op, gaan naast elkaar staan, kijken enkele minuten de zaal in en vertrekken. Even later komen ze terug, stellen zich naast elkaar op en gaan weer weg. Opnieuw komen ze terug maar nu roken ze eerst een sigaret alvorens te vertrekken. Dan komen ze nog een keer op, eten een broodje en gaan af. Na de a-dynamische periode maakte Schippers werk dat valt onder de noemer popart. Zijn grote paarse stoel in het Amsterdamse Vondelpark is hiervan een voorbeeld.
Schippers bedacht in 1979 een kunstwerk voor een plek in een vijver op de campus van de Universiteit Twente: het Torentje van Drienerlo. Het object, een kerktorenspits die boven het wateroppervlak van de vijver uitsteekt, wekt de indruk dat een kerkgebouw onder water is verzonken en staat daarmee symbool voor het achterblijven van kerkelijke dogma's bij nieuwe wetenschappelijke inzichten.

## Televisie

### Hoepla
In 1967 werd Schippers gevraagd om mee te werken aan een nieuw televisieprogramma voor de VPRO; dit werd het muziekprogramma Hoepla. In de eerste aflevering van het programma, uitgezonden op 28 juli 1967, liep het model Phil Bloom bloot door het beeld, wat leidde tot veel geschokte reacties. In de volgende aflevering was Bloom opnieuw te zien. Ze las een stukje voor uit het dagblad Trouw. Toen ze de krant liet zakken bleek ze geheel naakt te zijn. Kamervragen en opzeggingen bij de VPRO waren het gevolg. Na de derde aflevering werd het programma stopgezet. Na dit avontuur bij de televisie richtte Schippers zich weer op de kunst en produceerde hij zijn Pindakaasvloer.

### Van Oekel
Vanaf 1971 werkte Schippers opnieuw voor televisie. Met Ruud van Hemert, Gied Jaspars en Wim van der Linden bedacht hij De Fred Haché Show en de show Barend is weer bezig met het personage Barend Servet. Schippers was verantwoordelijk voor de teksten en het decor. Voor het personage Sjef van Oekel (gespeeld door komiek Dolf Brouwers) betekenden deze beide programma's een doorbraak op het scherm. De beide shows, waarin sociale conventies en taboes werden doorbroken, waren vooral onder de jeugd erg populair. In 1974-75 kreeg Van Oekel een eigen show: Van Oekel's Discohoek. In de laatste uitzending verscheen Schippers voor de eerste keer als Jacques Plafond. Naar aanleiding van de televisieshows werden ook een paar singles uitgebracht. In 1978 schreef hij de televisieserie Het is weer zo laat!, ook wel bekend als Waldolala, met wederom Dolf Brouwers in de hoofdrol.
Rond Van Oekel verscheen een reeks stripverhalen, getekend door Theo van den Boogaard. De strips werden goed verkocht en er verschenen vertalingen in Frankrijk (waar de hoofdpersoon Léon van Oukel heette, later: Léon-La-Terreur), Duitsland (Julius Patzenhofer), Denemarken en Spanje. Brouwers ontving echter niets van het met de strips verdiende geld, hoewel hij wel werd afgebeeld. Bovendien wenste hij niet langer vloekend of in pornografische situaties in beeld te worden gebracht. Hij spande een rechtszaak aan. Het tegenargument van Schippers was dat Sjef van Oekel een personage is dat door Schippers zelf is verzonnen. In 1991 besliste de rechter dat Brouwers niet langer mag worden afgebeeld in "obscene of pornografische scènes". Over de financiële vergoeding bereikten Schippers en Brouwers een schikking. 
In veel van Schippers' programma's dient het Willy Dobbeplantsoen als decor.  Het plantsoen in de televisieserie werd, naar een idee van Wim T. Schippers, ontworpen door decorbouwer Jaap de Groote. Willy Dobbe en Wim T. Schippers waren in hun jeugd overigens buurtgenoten in Bussum. In 1997 onthulden Schippers en Dobbe in Olst een echt Willy Dobbeplantsoen.

### Series

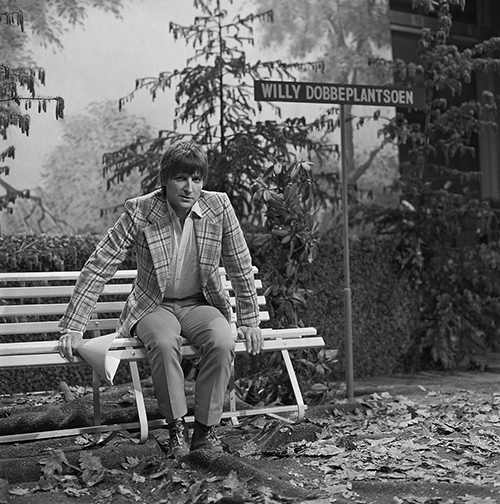
Wim T. Schippers in het Willy Dobbeplantsoen tijdens een werkopname van De lachende scheerkwast in 1981

Door Schippers geschreven televisieseries:
- 1981-1982 De lachende scheerkwast (12 afleveringen), waarin hij zelf Jacques Plafond speelde.
- 1984 de komedieserie Opzoek naar Yolanda (6 afleveringen)
- 1986 de van het radioprogramma Ronflonflon afgeleide televisieserie Plafond over de vloer (9 afleveringen)
- 1989-1994 de dramedyserie We Zijn Weer Thuis (47 afleveringen), met hem ook in een van de hoofdrollen, die van Simon Raaspit.

Veel van de acteurs spelen in meerdere van deze series en/of eerder genoemde shows.

### Liedjes
Ook schreef Schippers, maar zong hij ook zelf, een groot aantal liedjes waarvan de muziek meestal door Clous van Mechelen werd verzorgd. De meeste liedjes zong hij als Jacques Plafond maar halverwege de jaren tachtig bracht hij onder zijn eigen naam het liedje Frits Bom uit, dat begon met de tekst "Opgelicht wat doe je dan? Naar de Konsumentenman!!". In het liedje zijn allerlei achtergrondgeluiden van het programma te horen, waaronder de tune en de stem van Frits Bom. Ook zong hij de titelsong van de door hem geschreven series behalve Plafond over de vloer, waarin hij het samen met een band zong.

### Televisiespelen
In 1976 schreef hij het eenmalige televisiespel Ondergang van de Onan. In 1987 Sans rancune en in 1988 De bruine jurk. Deze televisiespellen werden door de VPRO uitgezonden. Bekende acteurs uit de stal van Schippers maar ook enkele andere acteurs verleenden hun medewerking.

### Presentator
Schippers presenteerde tussen 1995 en 2002 de Nationale Wetenschapsquiz. In 2003 kwam zijn presentatorschap tot een einde: de VPRO-gids drukte toen de vragen te vroeg af, waarna de VPRO en Schippers niet tot overeenstemming konden komen hoe de quiz nu uitgevoerd moest worden. Daarnaast presenteerde Schippers tussen 1998 en 2003 ook de Nationale Wetenschapsquiz Junior. In 1997 was Schippers de presentator van Zomergasten en in 2002 presenteerde hij het wetenschapsprogramma Flogiston.

### Overzicht
| Serie                                        | Afleveringen                    | Periode   |
| -------------------------------------------- | ------------------------------- | --------- |
| Hoepla                                       | 4 (waarvan 1 nooit uitgezonden) | 1967      |
| De Fred Haché Show                           | 5                               | 1971–1972 |
| Barend is weer bezig (De Barend Servet Show) | 4 + 1 special                   | 1972–1973 |
| Van Oekel's Discohoek                        | 12                              | 1974–1975 |
| Volk en vaderliefde                          | 1                               | 1976      |
| Het is weer zo laat! (Waldolala)             | 10                              | 1978      |
| De lachende scheerkwast                      | 12                              | 1981–1982 |
| Opzoek naar Yolanda                          | 6                               | 1984      |
| Plafond over de vloer                        | 9                               | 1986      |
| We zijn weer thuis                           | 47                              | 1989–1994 |

## Tekstvoordracht

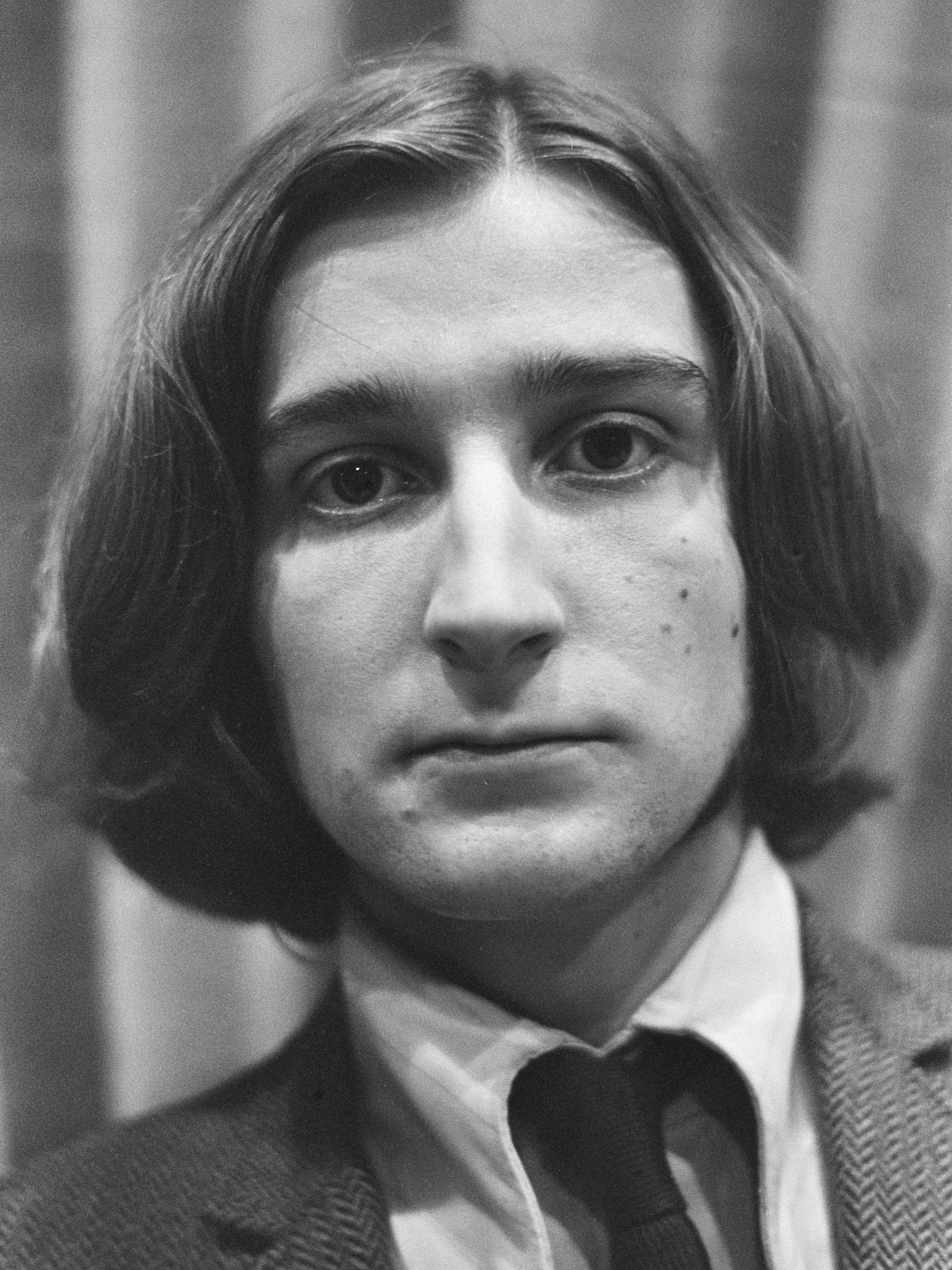
Wim T. Schippers (9 januari 1968)

### Sesamstraat
Wim T. Schippers is bij de jeugd bekend doordat hij vanaf de eerste uitzending op 4 januari 1976 van Sesamstraat de stem van Kermit de Kikker, De Blauwe Meneer, Ernie, Henk Glimlach, Mumford, Simon Sound, Biff en Graaf Tel inspreekt. Paul Haenen nam Bert en Grover voor zijn rekening. De stem van Kermit de Kikker sprak Schippers ook in voor onder andere The Muppets, Muppets Most Wanted, Muppets Now en Muppets Haunted Mansion.

### Disney
Schippers sprak voor de tweede en derde Nederlandstalige versie van Walt Disneys Sneeuwwitje de stem van dwerg Giechel (Happy) in.

### Mickey Mouse
Eind jaren 70, begin jaren 80 heeft Schippers de stem van Mickey Mouse ingesproken. Hieraan kwam echter een einde toen de Amerikanen van de Disney Corporation erachter kwamen. Ze vonden de stem van Schippers niet genoeg op die van de originele Mickey Mouse lijken. De cartoons die hij had ingesproken moesten opnieuw worden ingesproken met de stem van Marcel Maas. Door onbekende oorzaak kan Schippers' Mickey nog wel beluisterd worden in Mickey's Kerstfeest op de dvd "Mickey Mouse in living color 2". Ook op de in 2007 uitgebrachte dvd Disney's wintervertellingen is de stem van Wim T. Schippers nog te horen in Mickey's Kerstfeest.

### Radio
Ook op de radio heeft Wim T. Schippers zijn sporen nagelaten. In 1979 en 1980 droeg hij in de rol van Harko Wind bij aan het programma De Suite. Later kreeg hij zijn eigen programma: Ronflonflon met Jacques Plafond (1984–1991), gekenmerkt door de typische schipperiaanse humor en het feit dat Schippers (als Jacques Plafond) door alle platen heen praatte. In dit programma sprak Schippers zijn gasten consequent met joe aan, om niet te hoeven kiezen voor je of u. Dit is typerend voor de vrije manier waarop hij met de taal omgaat – een kenmerkend voorbeeld voor Schippers' niet onbelangrijke rol als vernieuwer van het Nederlands. Zo bedacht hij ook het woord 'gekte' en de uitdrukking 'jammer, maar helaas!.' Ook is zijn stem te horen in zowel voorlichtingsspotjes als reclamespotjes op de radio.

## Toneel
- 1964: 1. niet roken 2. niet eten 3. roken 4. eten In deze 'actie' gingen vier mannen in pak vier keer een podium op. Twee keer deden ze niets, de derde keer rookten ze een sigaret en de vierde keer aten ze een broodje.
- 1986: Going to the dogs Een project van Schippers dat wereldnieuws werd, was het toneelstuk Going to the dogs (1986). Onder andere de BBC besteedde er aandacht aan. Het bijzondere van dit stuk was dat de acteurs geen mensen waren maar herdershonden. De honden liepen op het podium rond, blaften wat, en keken naar de televisie, waarop ook honden te zien waren. Volgens Schippers volgden zijn acteurs nauwgezet het script; de meeste toeschouwers waren hiervan minder overtuigd. De subsidiëring van de voorstelling leidde tot Kamervragen.[10]
- 1995: Relapsus voor Orkater.
- 2000: Zonder Titel voor Toneelgroep Amsterdam (première in 2000)
- Op 13 oktober 2007 ging Het toneelstuk Wuivend Graan in première. Dit werd uitgevoerd door Hummelinck Stuurman
- 2008: Wat nu weer.
- 2011/2012: Op het laatste nippertje[1]
- 2015: HOOGWATER voorheen LAAGWATER[11]

## Beeldende kunst

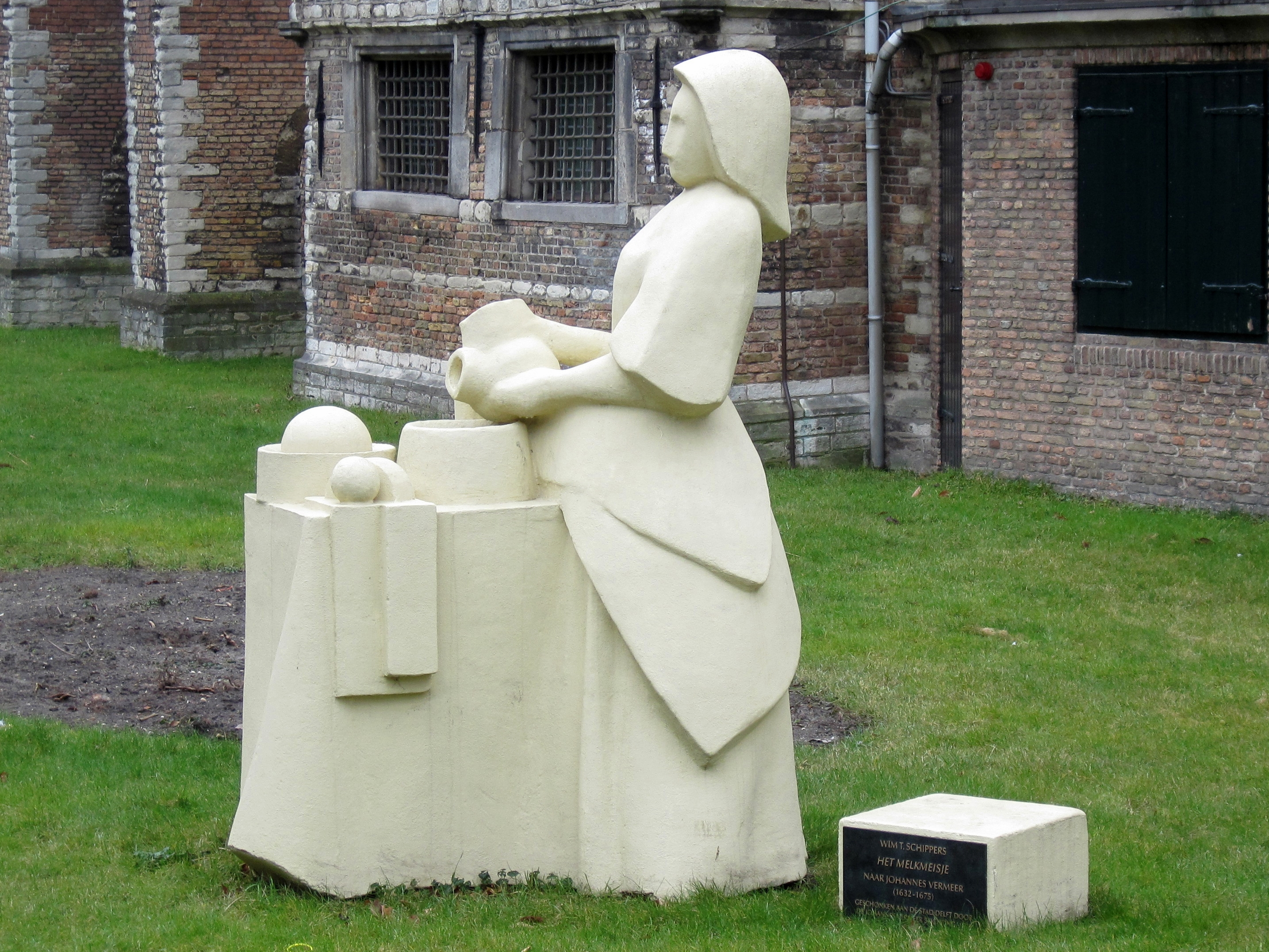
Het Melkmeisje, Delft

### Aanloopcentrum Bijlmermeer
Schippers kreeg eind jaren zestig in 1969 van de gemeente Amsterdam de opdracht een kunstwerk te leveren voor het aanloopcentrum aan de rand van het Bijlmerplein. Het kunstwerk zag eruit als een collage van bijeenverzamelde objecten. Centraal stond een katheder voor mondige buurtbewoners, waarnaast een drinkfontein met paardendrinkbak uit circa 1900 stond. Voor het spreekplatform stond een aantal zitbankjes, waarvan er meerdere niet naar de spreker gericht stonden. Het ensemble werd aangevuld met een aantal willekeurig geplaatste lantaarnpalen van diverse typen. Op het pleintje stond tevens een klok op paal, die volgens de verhalen en volgens opzet nooit gefunctioneerd heeft. Herman Pieter de Boer, bevriend met Schippers, noemde het in het Algemeen Dagblad van 1 september 1970  “het enige gezellige plekje van de Bijlmermeer”. Het kunstwerk is vermoedelijk bij de sloop van het aanloopcentrum rond 1976 verloren gegaan. Bij hetzelfde aanloopcentrum stond ook Ruimtestructuur van Ewerdt Hilgemann, dat de sloop overleefde en elders geplaatst werd.

### Centraal Museum
In 1997 vond in het Centraal Museum in Utrecht de tentoonstelling Het Beste van Wim T. Schippers plaats, waarin een overzicht werd gegeven van zijn complete oeuvre tot op dat moment. De tentoonstellingspublicatie werd geschreven door Harry Ruhé en de gehele oplage werd in een keer opgekocht door boekwinkelketen De Slegte. De publicatie werd gekenmerkt door een aparte manier om zowel de Nederlandse als de Engelstalige tekst te representeren: in plaats van dat deze op twee aparte pagina's werd afgedrukt werden ze 'over' elkaar gedrukt, de ene in het groen en de andere in het rood. Door middel van twee bijgeleverde doorzichtige vellen in rood en groen kon op die manier de gewenste taal zichtbaar worden gemaakt; dit ontwerp kwam van ontwerpbureau Thonik.

### Het is me wat

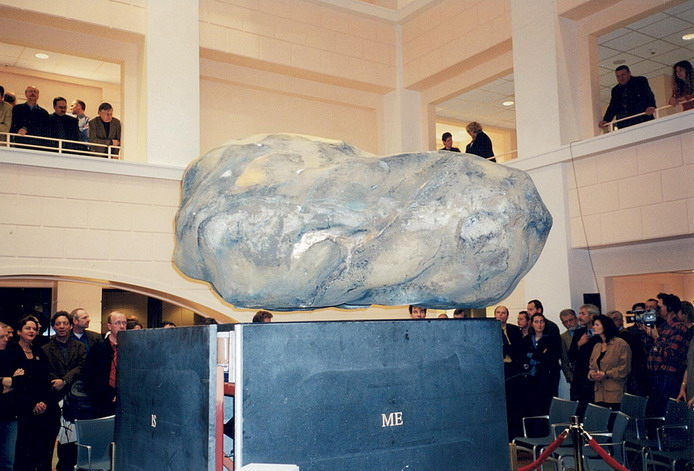
Onthulling van Het is me wat (1999)

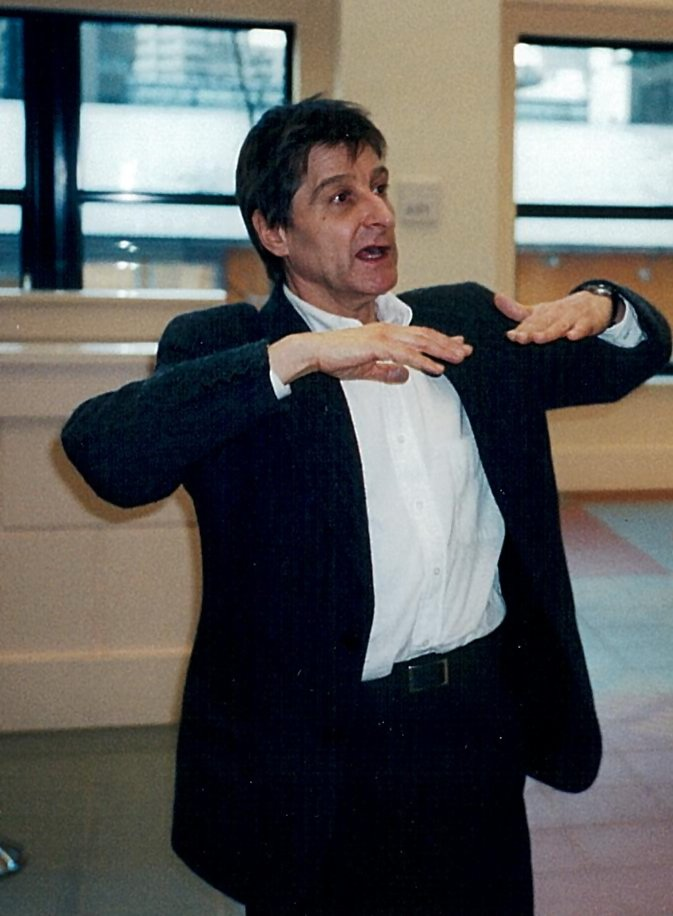
Wim T. Schippers in 1999 bij de onthulling van Het is me wat

Op donderdag 16 december 1999 is in het ministerie van Volksgezondheid, Welzijn en Sport (VWS) een kunstwerk van Wim T. Schippers met de titel Het is me wat onthuld. Rijksbouwmeester Wytze Patijn bood het kunstwerk aan het ministerie aan. Voor de entreehal van het ministerie vervaardigde Schippers een technisch hoogstandje. Na een maandenlange samenwerking met de Technische Universiteit Delft is het met dit zogenaamde mechatronische apparaat gelukt om de zwaartekracht door middel van magnetische sturingssystemen schijnbaar op te heffen.
Boven een natuurstenen kubusvormige sokkel hing roerloos een kolossaal brok ogenschijnlijk steenachtige materie, volledig vrij zwevend in de lucht. Het is echter gemaakt van purschuim in een metalen frame. Drie grote elektromagneten oefenen een opwaartse kracht uit op drie permanente magneten die in het zwevende object zijn ingebouwd. Lasersensoren, die zijn aangebracht in de holle sokkel, meten honderd keer per seconde de precieze positie van de steen. Een computer stuurt met behulp van die informatie de speciale versterkers aan die de magneten een gecontroleerde zijdelingse kracht laat uitoefenen. Dit geavanceerde systeem is nodig, omdat magneten elkaar weliswaar afstoten, maar zonder actieve sturing nooit een stabiel evenwicht kunnen bereiken. In de vier zijden van de sokkel staan de woorden "Het", "Is", "Me", "Wat" gegraveerd.
Naar aanleiding van de onthulling van het beeld maakte Schippers samen met de tekenaar Theo van den Boogaard de strip Sjef van Oekel onthult .... Dit werk, in een oplage van 5000 exemplaren, was onderdeel van een speciale uitgave van het ministerie en het bureau Rijksbouwmeester.
Het kunstwerk, dat was tentoongesteld in de hal van het ministerie, functioneerde regelmatig niet. Volgens Schippers lag dit aan het feit dat de ambtenaren regelmatig met propjes naar het werk schoten. De NRC meldde in 2006 dat het beeld met de zwevende steen onderdak zou krijgen in het Museum Boijmans Van Beuningen te Rotterdam. Na een opknapbeurt aan de TU Delft is Het is me wat in 2009 naar het museum overgebracht. De zwevende steen stond daar een tijdlang in het entreegebied. In 2010 werd het kunstwerk tentoongesteld tijdens de World Expo 2010 in Sjanghai. Ook in die periode deden zich technische problemen voor; het werk is in de daarop volgende jaren technisch op punt gesteld door ex-studenten van de TU Delft en door werktuigbouwkundigen. In december 2016 werd Het is me wat opnieuw bij Museum Boijmans Van Beuningen tentoongesteld.

### Stedelijk Museum
In 2015 werd een speciale Wim T. Schipperszaal geopend in het Stedelijk Museum Amsterdam. Hierin wordt bestaand werk uit de eigen museumcollectie geëxposeerd, waaronder The Cap (1962) en The Lump (1966). Al tijdens de studietijd van Schippers kocht toenmalig directeur Willem Sandberg tekeningen en collages aan van de toen 20-jarige kunstenaar.

### Stationnement Gênant

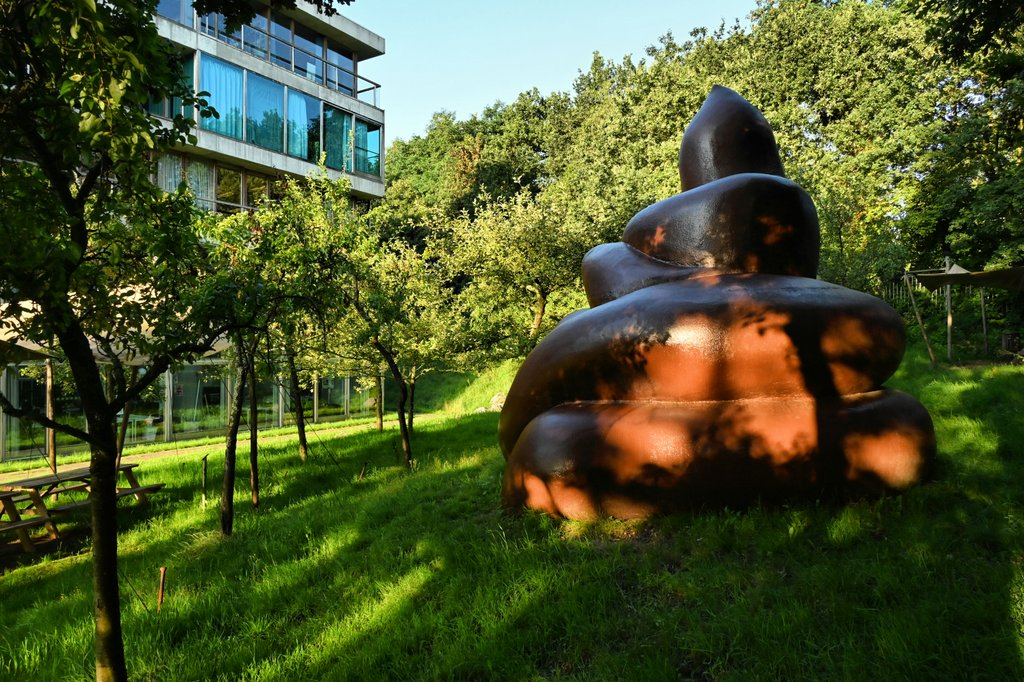
Kunstwerk Stationnement Gênant "De Drol"

Op het Media Park in de tuin van het VPRO-gebouw staat het kunstwerk "Stationnement Gênant" (hinderlijk geparkeerd). Het kunstwerk stelt een vier meter hoge drol voor. Dit kunstwerk is op 9 juni 2011 onthuld door Wim T. Schippers zelf. Het kunstwerk is aangekocht door de VPRO met een bijdrage van de Stichting Kunst in de Openbare Ruimte (SKOR) en particuliere giften voor 60.000 Euro. Volgens VPRO-directeur Van der Meulen symboliseert het kunstwerk "veel, zo niet alles wat deze tijd te bieden heeft. Uiteindelijk komt de hele wereld uit stront voort en ontkiemt ieder leven uit gier, compost en uitwerpselen. De drol symboliseert de wederopstanding der dingen." Volgens Van der Meulen is de drol ook een "aanklacht tegen de vooringenomenheid van het zittende kabinet tegen kunst, cultuur en de publieke omroep".

## Persoonlijk
Schippers woonde in de jaren 1970 en 1980 samen met Ellen Jens, die ook veel van zijn programma's produceerde. Hij trouwde later met haar. In 2002 en 2003 was Schippers ambassadeur van Stichting Wakker Dier. De campagne bestond onder andere uit radiospots met Wim T. Schippers.

## Prijzen
- 1993: Lira Scenarioprijs voor zijn gehele oeuvre.[23]
- 2002: Oeuvreprijs beeldende kunst van het Fonds BKVB.[24]
- 2005: Jacobus van Looyprijs voor zijn gehele oeuvre.[25]
- 2022: Drs. P Trofee.[26]
- 2023: Jana Beranováprijs

## Werk in openbare collecties (selectie)
- Centraal Museum, Utrecht
- Rijksmuseum Amsterdam[27]
- Stedelijk Museum Amsterdam

## Trivia

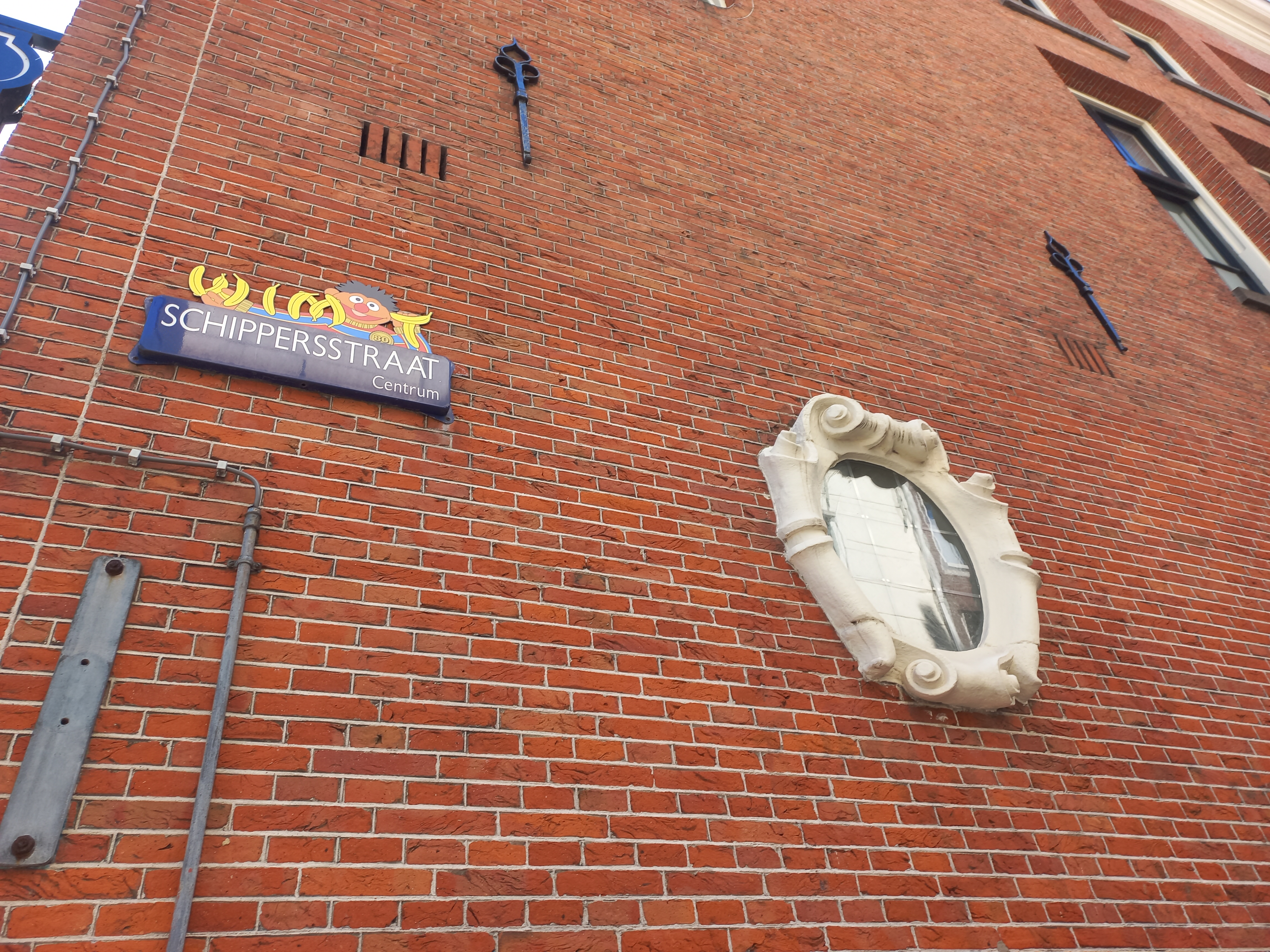
Wim T. Schippersstraat (juli 2022)

- Wim T. Schippers zet zich in om het Paleis voor Volksvlijt in Amsterdam te herbouwen op de plek waar het vroeger heeft gestaan. Tegenwoordig staat hier het gebouw van De Nederlandsche Bank.[28]
- Jan Schippers, een nieuwslezer voor de Radionieuwsdienst bij het ANP en de NOS in de periode 1979–2005, is een broer van Wim T. Schippers.[29]
- Toen Willem Duys eind jaren vijftig actief werd als televisiepresentator onder de naam "Willem O. Duys", ging Schippers naar eigen zeggen in navolging hiervan zijn voorletter "T." vermelden.
- In de gemeente Hilversum bevindt zich in de buurt die bekend staat als het Media Park, het Wim T. Schippersplein (1217 WD), dat naar hem genoemd is. Aldaar bevindt zich ook het kantoor van de VPRO, de omroeporganisatie die zeer vele Wim T. Schippers-producties op radio en tv uitzond. Tevens bevindt zich hier het kunstwerk van Wim T. Schippers genaamd "Stationnement Gênant", in de vorm van een vier meter grote hondendrol. Dit kunstobject bevindt zich in de tuin van het VPRO gebouw. Deze tuin is doorgaans niet geopend voor publiek. Langs het gebouw loopt een klein voetpaadje ("Het Dievenpaadje"). Door het hek is er een mogelijkheid de enorme drol in de tuin bewonderen.
- in 2022 bevestigde kunstenaar Street Art Frankey een eerbetoon aan Schippers in de Schippersstraat in Amsterdam-Centrum.
- In Ninette de Valois (mag ik mijn grijze mapje terug) (1977) speelden zijn ouders (W.L. Schippers en M.J. Baarslag) quatremains.[30]

## Over Wim T. Schippers
- John Heymans & Ben Kamphuis (fotografie), Het torentje van Drienerlo: een monument van Wim T. Schippers. 2e dr. Hengelo: Heymans & Heymans, 1979.